# Eunotoperla
Eunotoperla is een geslacht van steenvliegen uit de familie Gripopterygidae. De wetenschappelijke naam van het geslacht is voor het eerst geldig gepubliceerd in 1924 door Tillyard.

## Soorten
Eunotoperla omvat de volgende soorten:
- Eunotoperla kershawi Tillyard, 1924